# Gorgol
Gorgol becenevén Gorgol the Handy azaz Gorgol az Ezermester a Csillagok háborúja elképzelt univerzumának egyik szereplője.

## Leírása
Gorgol a geonosisi fajhoz tartozó férfi. Bőrszíne barna. Szemszíne sárga.
Ez a geonosisi arisztokrata a klónháborúk idején élt. Igen ügyes mérnökként a Független Rendszerek Konföderációjához tartozó Tambor Deep Space Centre űrhajógyárat vezette. Grievous tábornok az itt készült harci űrhajók segítségével tudta sikeresen támadni a köztársaságiakat.
Hogy leállítsák a gyárat a köztársaságiak ide küldték Mace Windut, Obi-Wan Kenobit és néhány klónkatonát. A gyárat védő droidok és köztársaságiak közti csatázás után a Cody becenevű klónkatona elfogta Gorgolt. Ezt a geonosisi arisztokratát elítélték bűncselekményei miatt.

## Megjelenése a képregényekben
Erről a geonosisiról a „The Droid Deception–Star Wars: The Clone Wars Comic UK 6.4” című képregényben olvashatunk először.

## Fordítás
- Ez a szócikk részben vagy egészben a Gorgol című Wookieepedia-szócikk fordítása. Az eredeti cikk szerkesztőit annak laptörténete sorolja fel.